# Златица (Соколовац)
Златица (рум. Zlatiţa) је насеље у општини Соколовац, која припада округу Караш-Северин у Румунији. Насеље је значајно по присутној српској националној мањини у Румунији.
Село Златица је близу српскох православних манастира Кусић и Златица.

## Положај насеља
Златица се налази на реци Нери, близу њеног ушћа у Дунав, у румунском делу Баната (код месних Срба овај његов део познат је и као Пољадија). Име села и манастира вероватно потиче од реке Нере, која је називана "златни поток" или "златица". Положено је на самој српско-румунској граници, а 14 км удаљено од Базјаша. Наспрам села налази се село Кусић у белоцркванској општини, у Србији.

## Историја
Златица је као насељено место записана 1367. године. Вековима је било прњавор истоименог манастира, који је задужбина Св. Саве. По "Румунској енциклопедији" 1717. године ту су пописане 32 куће. По царском ревизору Ерлеру из 1774. године, место је наведено као "Slatiza", граничарског карактера са преовлађујућим влашким (румунским) становништвом. Место је 1783. године имало 93 дома са 597 душа. Његових 15 домова са 89 душа били су манастирски прњаворци. Село Златица је било читав век у 13-ом или Српско-банатском пуку, са седиштем у Белој Цркви. Војне власти су 1769. године то село преотели од манастира Златице. Манастирска земља је подељена милитарским селима Златица и Соколовац. Остало је као манастирски "прњавор", сеоце од 17 манастиру најближих домова.
Српска вероисповедна школа радила је 1886. године. Православна црква Св. Георгија подигнута је 1870. године. Дрвена иконостасна преграда је осликана тек 1943. године од стране Вајна Хепела из Белобрешке.
Златица је 1905. године била мала општина, са 248 домова, од којих су 140 српски. Срби су увек били у већини, у месту. Било је ту 1.268 становника, од којих Срба 889, а Румуна и Рома 379. У месту су били од јавних здања: српска православна црква, једна српска вероисповедна и једна државна комунална школа.

## Становништво
По последњем попису из 2002. године село Златица имало је 723 становника. Последњих деценија број становника опада.
Село је од давнина било вишенародно. Месни Срби су некад били већина, али последњих деценија њихов удео у укупном становништву опада, па су сада већина Румуни. У селу живи и мања заједница Чеха. Национални састав на појединим пописима био је следећи:
| Година пописа | 1910. год.  | 1992. год.  | 2002. год.  |
| Укупно ст.    | 1.361       | 768         | 723         |
| Срби          | 764 (56,1%) | 342 (44,5%) | 253 (35,0%) |
| Румуни        | 450 (33,1%) | 268 (34,9%) | 340 (47,0%) |
| Чеси          | 122 (9,0%)  | 143 (18,6%) | 103 (14,2%) |
| остали        | 25 (1,8%)   | 15 (2,0%)   | 27 (3,7%)   |

## Религија
За време банатске војне границе у месту је био свештеник, али не и прави храм, па су за богослужења верници ишли у оближње манастирске цркве Златице или Кусића. Манастир Златица је 1850. године склопио уговор о обради земље са прњаворцима, који је 1901. године био на снази, а на штету манастира. Манастир је добио парнице против својих прњавораца током 1906. године. У селу је у то време актуелан проблем отуђеног "неприкосновеног фонда" тамошње црквене општине. Месна, црквена општина тужила је 1907. године месну, политичку општину, због отуђеног фонда, да би се овај вратио намени, издржавању српског православног свештеника. Златичка политичка општина је међутим хтела да се од тог фонда издржава и вероисповедна школа.
Године 1906. изасланик епархије вршачке је поднео предлог о "адфилирању" села Златице - манастиру, и да се вероисповедна школа отвори у манастиру. Јеромонах С.В. је био 1907. године администратор парохије у селу Златици. Исте године се помиње ту у истом својству и јеромонах Исхирион Гађански, из манастира Златице. Епархија је понудила да финансијски подржи тамошњу црквену општину, само ако сталног пароха буде изабрала.
Године 1905. Златица има српску црквену општину, скупштина је редовна, под председништвом Живе Манџула. Црква је тада у "трошном стању", а темпло не осликан. Има српско православно гробље, а црквено-општински посед износи 34 кј. земље. Парохија је шесте платежне класе, има парохијски дом, а парохијска сесија је од 34 кј. земље. Парох је Стеван Љуба, рођен 1839. године.
По државном шематизму православног клира у Угарској из 1846. године, Златица је нова парохија са 360 православаца. У богомољи посвећеној Св. великомученику Георгију, служио је као свештеник 1846. године поп Павел Радонић. Православно парохијско звање је основано 1850. године. Темељи нове цркве су ударени 1869. године. Српска православна црква у Златици подигнута је 1870. године, такође посвећена Св. великомученику Георгију - празнику Ђурђевдану. Освећење је свечано обављено 1874. године. Иконостас је био дрвена преграда, (а сада је озидан) а на њему су иконе Франца Вајнхепела из Белобрешке, настале 1943. године. У храму има и икона непознатих сликара из 19. века. Чишћење иконостаса и моловање зидних површина је обавио 1986-1987. године Никола Шух. Резбарене двери на иконостасу су рад Јосифа Босиока. Темељна оправка храма обављена је 2001. године. Нови целокупан иконостасни и зидни украс, урадио је сликар Раденко Јакшић из Србије, а платио Ненад Вулетић, родом Златичанин. На торњу су два звона, од којих је оно мање донето из манастира Кусића.
Црквени пописи показују да је средином 19. века место расло. Тако је 1847. године било 860 православаца, а 1867. године већ 937 на броју. Други митрополијски податак из 1865. године говори о једној парохији у месту, са платежном 5-ом класом, и бројем православних душа - 920. Године 1932. у Златици је било 773 православна становника.

## Образовање
Био је 1809. године месни учитељ Јован Корња, претплатник једне српске филозофске књиге. У народној вероисповедној школи у Златици, 1846. године, било је 70 ученика, којима је предавао учитељ Живота Марковић. Он се 1844. године јавља као пренумерант популарне књиге. Јула 1880. године отворен је стечај за учитеља у Златици. Нужно је било знање српског и мађарског језика, а годишња основна плата је износила 300 ф. и приде - 12 фати огревног дрвета и стан. Српска народна школа је основана 1886. године, има једно здање са једном двораном, у којој су 1905. године смештена сва четири разреда. Године 1894. као леп пример, новине су истицале село Златицу код Беле Цркве, где је вероисповедни карактер задржала тамошња мала школа, издржавајући се из сопствене закладе.  За издржавање народне школе у селу Златици, тражена је помоћ од епархијске власти. Године 1902. се констатује да су у вршачкој епархији само 14 школа задржале вероисповедни карактер. То су биле оне општине које су пре припадале Темишварској и Крашовској жупанији и Златица, која је била пре у граничарској, српско-банатској регименти. Управни одбор Крашовско-северинске жупаније тражио је 1907. године да се вероисповедна школа у Златици укине. Власти су тежиле да је затворе јер је вероисповедна, иако она као таква постоји од пре 1871. године. У златичкој школи нормално је било да има једну учитељску снагу. Од 1907. године је у српској вероисповедној школи у Златици, учитељица Олга Гедременац, родом из Дете. Редовну наставу прати свих 57 уписаних златичких ђака. Школа је постала комунална 1907. године, а раде супружници: учитељ Димитрије Ердељан и учитељица Олга Ердељан рођ. Гедремац. Учитељ Иван Стаморан  са службом у Златици 1936. године, ушао је у Надзорни одбор Савеза српских црквених певачких друштава у Румунији.  Између два рата учитељица у Златици је била Невенка Дечермић.